# 뼈형성

뼈는 파골세포에 의해 분해되고 조골세포에 의해 재건되며, 둘 다 사이토카인(TGF-β, IGF) 신호를 통해 전달된다.

뼈형성(뼈되기, 골화(骨化), 뼈발생, 화골(化骨)이라고도 함)는 섬유성 조직 혹은 연골이 골 혹은 골양물질로 변화되는 현상을 말한다. 정상적이고 건강한 뼈 조직을 형성하는 두 가지 과정이 존재한다. 막속뼈되기는 뼈가 원시 결합 조직(간엽)에 직접적으로 놓이는 반면, 연골속뼈되기는 연골을 전구체로 포함한다.

## 같이 보기
- 골형성부전증
- 진행성 골화성 섬유이형성증
- 납작뼈